# Zilla qinghaiensis
Zilla qinghaiensis Hu, 2001 è un ragno appartenente alla famiglia Araneidae.

## Distribuzione
La specie è stata reperita in Cina.

## Tassonomia
Al 2012 non sono note sottospecie e dal 2001 non sono stati esaminati nuovi esemplari.